# Armin Wechner

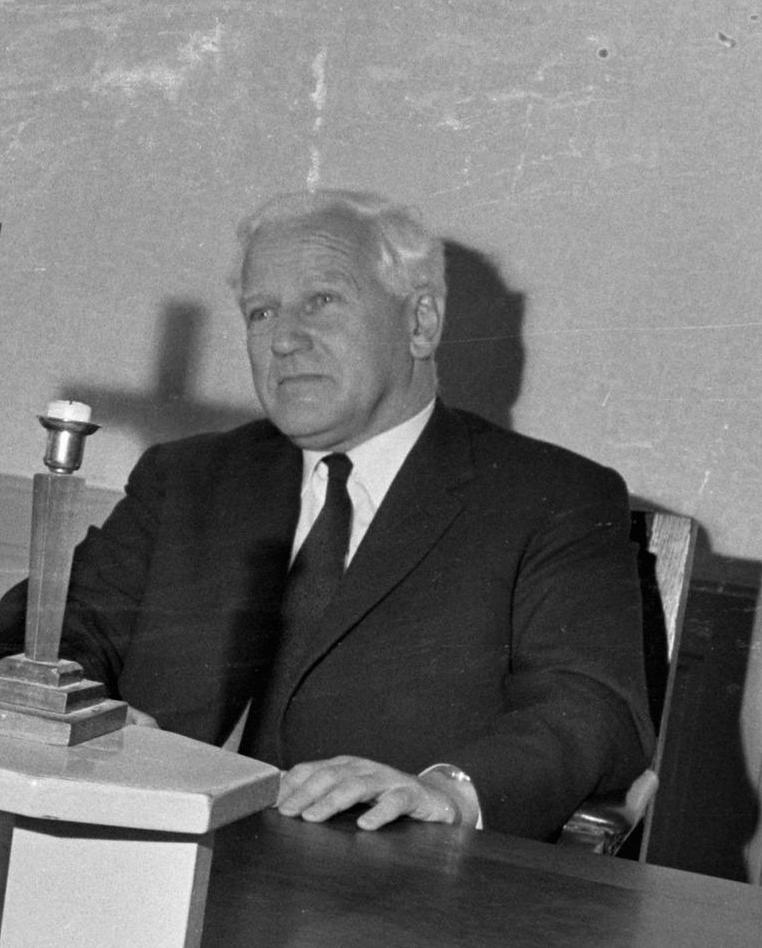
Armin Wechner als Landesgerichtspräsident im Oktober 1970

Armin Wechner (* 26. Jänner 1910 in Götzis; † 9. September 1992 in Bregenz) war ein österreichischer Jurist, Richter der ordentlichen Gerichtsbarkeit und Verfassungsrichter. Wechner war von 1967 bis 1979 Mitglied des österreichischen Verfassungsgerichtshofs, von 1963 bis 1973 Präsident des Landesgerichts Feldkirch sowie von 1973 bis 1981 Vizepräsident des Fürstlichen Obergerichts des Fürstentums Liechtenstein.

## Werdegang
Armin Wechner wurde als jüngerer Bruder des späteren ersten Weihbischofs von Feldkirch, Bruno Wechner, und Sohn eines Gendarmeriebeamten 1910 in der Vorarlberger Rheintalgemeinde Götzis geboren. Er besuchte das Gymnasium in Bregenz und begann nach Absolvieren der Matura im Jahr 1929 das Studium der Rechtswissenschaften an der Universität Innsbruck. Seit 1929 war er Mitglied der katholischen Studentenverbindung AV Austria Innsbruck, damals im CV, heute im ÖCV. Von 1931 bis 1932 war Wechner Vorsitzender der Deutschen Studentenschaft, der damaligen Studentenvertretung an der Innsbrucker Hochschule. Er wurde im Jahr 1934 zum Doktor der Rechte (Dr. iur.) promoviert.
Von 1934 bis 1936 absolvierte Armin Wechner die Gerichtspraxis und trat anschließend in den richterlichen Vorbereitungsdienst ein. 1937 wurde er am Landesgericht Feldkirch sowie am Bezirksgericht Bregenz zum Hilfsrichter ernannt. Nach dem „Anschluss“ Österreichs an das nationalsozialistische Deutsche Reich wurde Wechner zwar mit 1. Juli 1939 zur Wehrmacht eingezogen, aber noch am 1. August 1939 erfolgte seine Ernennung zum Amtsgerichtsrat und mit dem 30. November 1940 wurde er schließlich von der Wehrmacht dienstfrei gestellt, um in seinen Zivilberuf als Richter zurückkehren zu können. Im August 1945 kehrte Wechner aus der US-amerikanischen Kriegsgefangenschaft nach Vorarlberg zurück und nahm seine richterliche Tätigkeit wieder auf, wobei er im September 1946 wieder dem Landesgericht Feldkirch dienstzugeteilt wurde.
Mit 1. Dezember 1948 wurde Armin Wechner zum Vorsteher des Bezirksgerichts Bregenz ernannt. Mit 1. Juli 1951 kehrte er als Senatsvorsitzender ans Landesgericht Feldkirch zurück, dessen Vizepräsident Wechner in weiterer Folge mit 31. Jänner 1956 wurde. Am 20. Mai 1963 wurde er schließlich zum Präsidenten des Landesgerichts bestellt, was er bis zu seiner Pensionierung im Jahr 1973 blieb.
Zusätzlich war Armin Wechner auch im Fürstentum Liechtenstein als Richter tätig. Ab 1951 war er Richter des Kriminalgerichts am Fürstlichen Landgericht. 1956 wurde er vom Liechtensteinischen Fürsten Franz Josef II. zum Präsidenten des Kriminalgerichts ernannt sowie 1973 zum Vizepräsidenten des Fürstlichen Obergerichts. Im Jahr 1981 beendete er seine richterliche Tätigkeit am Obergericht des Fürstentums Liechtenstein.
Zum Mitglied des österreichischen Verfassungsgerichtshofs wurde Armin Wechner am 17. August 1967 als Nachfolger von Gustav Keifl auf Vorschlag der österreichischen Bundesregierung vom Bundespräsidenten ernannt. Er war bis zum 31. August 1979, als er auf die weitere Ausübung des Amtes verzichtete, neben seiner Tätigkeit als Richter der ordentlichen Gerichtsbarkeit als Verfassungsrichter tätig.